# Listicle
Listicle [listikl] je označení pro článek, který se skládá ze seznamu položek, které mohou, ale nemusí být, nějak logicky uspořádány. Jeho položky jsou rozvedeny natolik, aby jej šlo publikovat jako klasický článek. Název pochází ze spojení dvou anglických slov list (seznam) a article (článek). Většinou se vyznačuje číslem v titulku, například „10 věcí, které se nevyplatí dělat pod vlivem“, „40 NEJ koupališť v Česku“ či „15 slavných celebrit, které zbožňuje celý svět“.
Používá se jak v žurnalistice, tak v blogování. Převažuje v tzv. lifestylových časopisech. Formu listicle, která je mezi čtenáři velmi populární, používají převážně online média, např. BuzzFeed a cracked.com.

## Média
Zatímco psaní klasické reportáže či eseje vyžaduje pečlivou editaci a zabere více času, listicle ve formě seznamu položek s krátkým popisem je mnohem rychlejší na vytvoření. Často recykluje již známé informace, originální bývá spíše kontext než obsah. Například listicle 9 nejlegračnějších trapných momentů Davida Lettermana je vytvořen jako seznam klipů na YouTube, které jsou v článku popsány a seřazeny. Z těchto důvodů je tato forma podrobována kritice jako „způsob, jak levně vytvářet obsah“.

## Kolaborativní projekty
Existuje několik online platforem, které umožňují čtenářům veřejně sdílet jejich listicle. Např. Demolistic, List.ly, Listicle, Listoid, Listphile, Lystee, Listgeeks, Unspun a další.